# ادوارد هوهانیسیان (حقوق‌دان)
ادوارد کارنی هوهانیسیان (Էդվարդ Կարենի Հովհաննիսյան؛ زادهٔ ۱۰ ژانویهٔ ۱۹۸۳) یک سیاستمدار و حقوق‌دان اهل ارمنستان است که از تاریخ نوامبر ۲۰۲۱ تا ژانویه ۲۰۲۴ سمت استاندار استان آرماویر را برعهده داشت. وی پیشتر از تاریخ ۵ ژوئن ۲۰۲۰ تا نوامبر ۲۰۲۱ در دولت سوم نیکول پاشینیان سمت ریاست کارگروه؟ جمهوری ارمنستان را برعهده داشت.

## زندگی‌نامه
در ۱۰ ژانویه ۱۹۸۳ در ایروان به دنیا آمد و از دانشکده حقوق دانشگاه دولتی ایروان فارغ‌التحصیل شد. 

## یادداشت
1. ↑  ՀՀ պետական եկամուտների կոմիտեի (ՊԵԿ) նախագահ/head of the tax authority (State Revenue Committee)
2. ↑  ՀՀ ՊԵԿ նախագահի տեղակալ